# Sistema de Bibliotecas Públicas de Miami-Dade
El Sistema de Bibliotecas Públicas de Miami-Dade (idioma inglés: Miami-Dade Public Library System, MDPLS) es el sistema de las bibliotecas del condado de Miami-Dade, Florida, Estados Unidos. El sistema tiene una biblioteca central y muchas bibliotecas en el condado. Su sede está en el 101 West Flagler Street de Miami.

## Gobernancia
El Sistema de Bibliotecas Públicas de Miami-Dade es un departamento del condado dentro del gobierno del condado de Miami-Dade que depende del alcalde o alcaldesa del condado de Miami-Dade. La Junta de Comisionados del Condado de Miami-Dade es el órgano rector de MDPLS con la alcaldesa del condado de Miami-Dade Daniella Levine Cava (D). La Junta Asesora de Bibliotecas sirve en calidad de asesora a la Junta de Comisionados del Condado de Miami-Dade sobre temas de bibliotecas públicas, proporcionando informes, recomendaciones y orientación a la Junta de Comisionados del Condado de Miami-Dade.

## Área de servicio
El área de servicio del Sistema de Bibliotecas Públicas de Miami-Dade está definida por el Distrito Fiscal de Bibliotecas de Miami-Dade. El Distrito Fiscal de Bibliotecas de Miami-Dade incluye la mayoría de los límites geográficos del condado de Miami-Dade, incluye la mayoría de sus 35 municipios y a las áreas no incorporadas del Condado. Las excepciones incluyen las ciudades de Hialeah, North Miami, North Miami Beach y Miami Shores, todas las cuales brindan servicio de biblioteca directamente a sus respectivos residentes. Además, las ciudades de Bal Harbour y Surfside no forman parte del distrito fiscal de bibliotecas de Miami-Dade.

## Historia

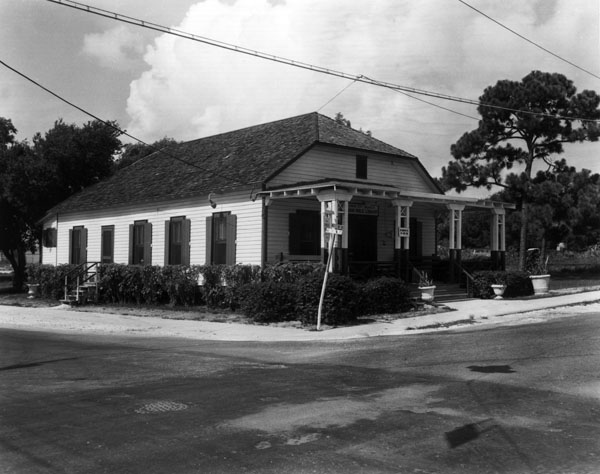
Biblioteca de Lemon City en 1955 que estaba ubicada en 412 NE 61 ST

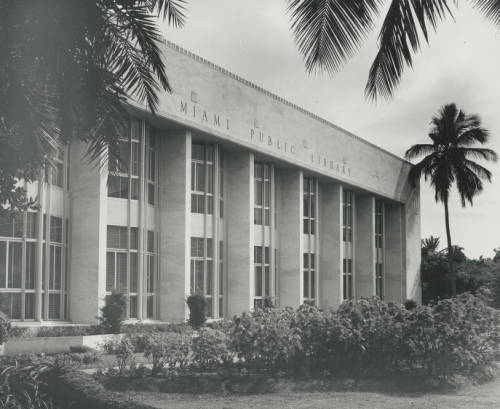
Biblioteca principal en 1955 que estaba ubicada en el Bayfront Park.

Los servicios bibliotecarios a los residentes del Condado de Miami-Dade tienen una larga historia que se remonta a finales del siglo pasado. La primera biblioteca fue una sala de lectura establecida en Lemon City el 7 de abril de 1894 por la Asociación de Mejoras y Bibliotecas de Lemon City. La señora Ada Merritt ya había abierto una biblioteca en la escuela pública de Lemon City en 1893, pero la modesta biblioteca sucursal de Lemon City, que originalmente estaba ubicada en la sala delantera de la casa de la señora Cornelia Keyes, se abrió para servir a todos los 350 residentes de Lemon City. En 1902, la Biblioteca de Lemon City se mudó a su propio edificio hecho de tablones de madera ubicado en 412 NE 61st Street.
Hacia 1942, más bibliotecas habían sido construidas, y se decidió agruparlas para crear así el Sistema de Bibliotecas de la Ciudad de Miami, el
cual se convirtió en un departamento oficial de la ciudad en 1945.  Una nueva Biblioteca Principal abrió sus puertas en 1951 en Bayfront Park. En 1965, la ciudad de Miami y el Condado de Miami-Dade, acordaron proveer servicios bibliotecarios a las áreas no-incorporadas del Condado y a otros municipios.  En 1971, la ciudad de Miami transftrió al Condado de Miami-Dade la responsabilidad administrativa de su biblioteca pública.
En 1972, los votantes del condado de Miami-Dade aprobaron los bonos emitidos por la Década del Progreso proveyeron fondos monetarios para la Constructión de catorce nuevas bibliotecas y se autorizó aproximadamente $553 millones para proyectos de mejora pública en el condado de Miami-Dade. De esa cantidad, aproximadamente $34.7 millones se autorizaron para bibliotecas públicas, incluida la construcción, renovación, adquisición de terrenos, mobiliario y equipo. En 1985, la Biblioteca Principal fue situada en el Centro Cultural de Miami-Dade. Las bibliotecas de Miami Beach se incorporaron al Sistema de Miami-Dade en 1986. Al año siguiente, la comunidad votó a favor de un aumento de impuestos durante dos años consecutivos, que generó más de 45 millones de dólares para la adquisición de materiales para el público. Entre 1976 y 1990, esta emisión de bonos proporcionó los fondos para abrir 14 nuevas bibliotecas (South Dade Regional, West Dade Regional, North Dade Regional, West Kendall Regional, Northeast-Dade, Model City, Kendall, South Miami, Homestead, Miami Lakes, Coral Reef, Key Biscayne, North Central y la nueva biblioteca principal) y renovar otras ubicaciones. 
En la actualidad, el Sistema de Bibliotecas Públicas de Miami-Dade incluye 50 sucursales, la Biblioteca Principal, en el centro urbano de Miami, cuatro bibliotecas regionales, un quiosco portátil en la estación del Metrorail Civic Center, dos bibliobús y un Technobus.

## Colecciones Digitales

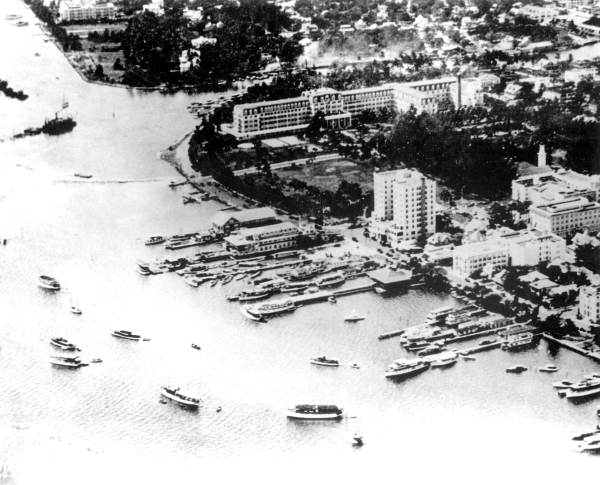
Vista aérea del Río de Miami y de Royal Palm Hotel que fue un hotel en la desembocadura norte del río fue construido por el magnate ferroviario Henry Flagler que fue uno de los primeros hoteles en el área. Esta fotografía fue tomada por el Miamense Gleason Waite Romer.

Las Colecciones Digitales del Sistema de Bibliotecas Públicas de Miami-Dade ("Miami-Dade Public Library System Digital Collections", MDPLS Digital Collections) es una biblioteca pública digital. Fue lanzado en el año 2017 y en los años de 2017, 2018 y 2019, recibió subvenciones de la Ley Library Services and Technology Act para comenzar a digitalizar su colección de archivos de documentos y fotografías de importancia cultural e histórica del condado de Miami-Dade. Una de las colecciones más destacadas es la de Gleason Waite Romer, que abarca 17,500 fotografías y negativos en blanco y negro que demuestran la historia del Condado de Miami-Dade desde los días pioneros hasta 1964. Este esfuerzo de digitalización está en curso y ha resultado en un portal web de acceso público MDPLS Digital Collections que ahora está siendo recolectado por la Biblioteca Digital Pública de Estados Unidos y OCLC.

## Bibliotecas

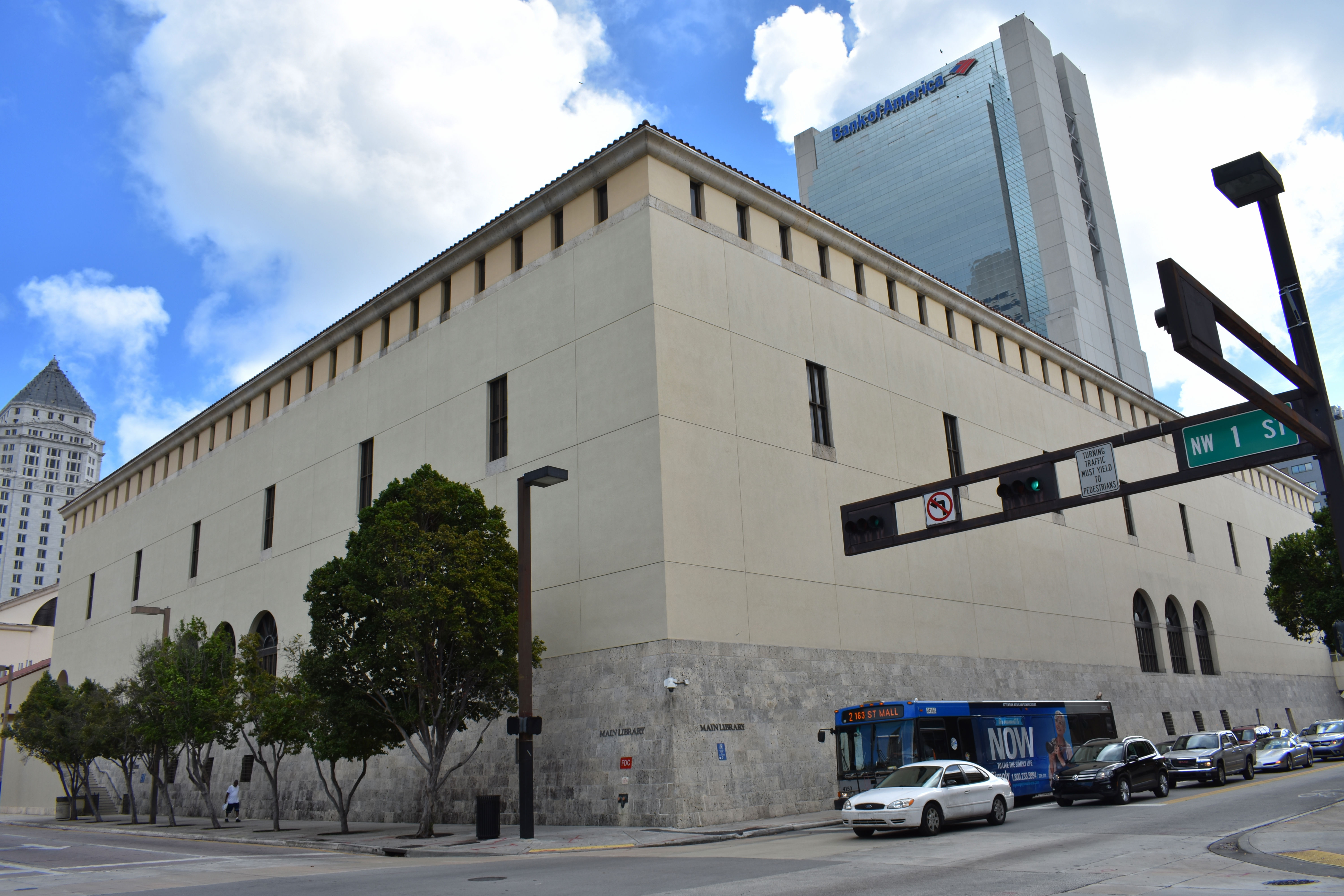
La biblioteca principal fue diseñada por el arquitecto estadounidense Philip Johnson y está ubicada en el Centro Cultural de Miami-Dade

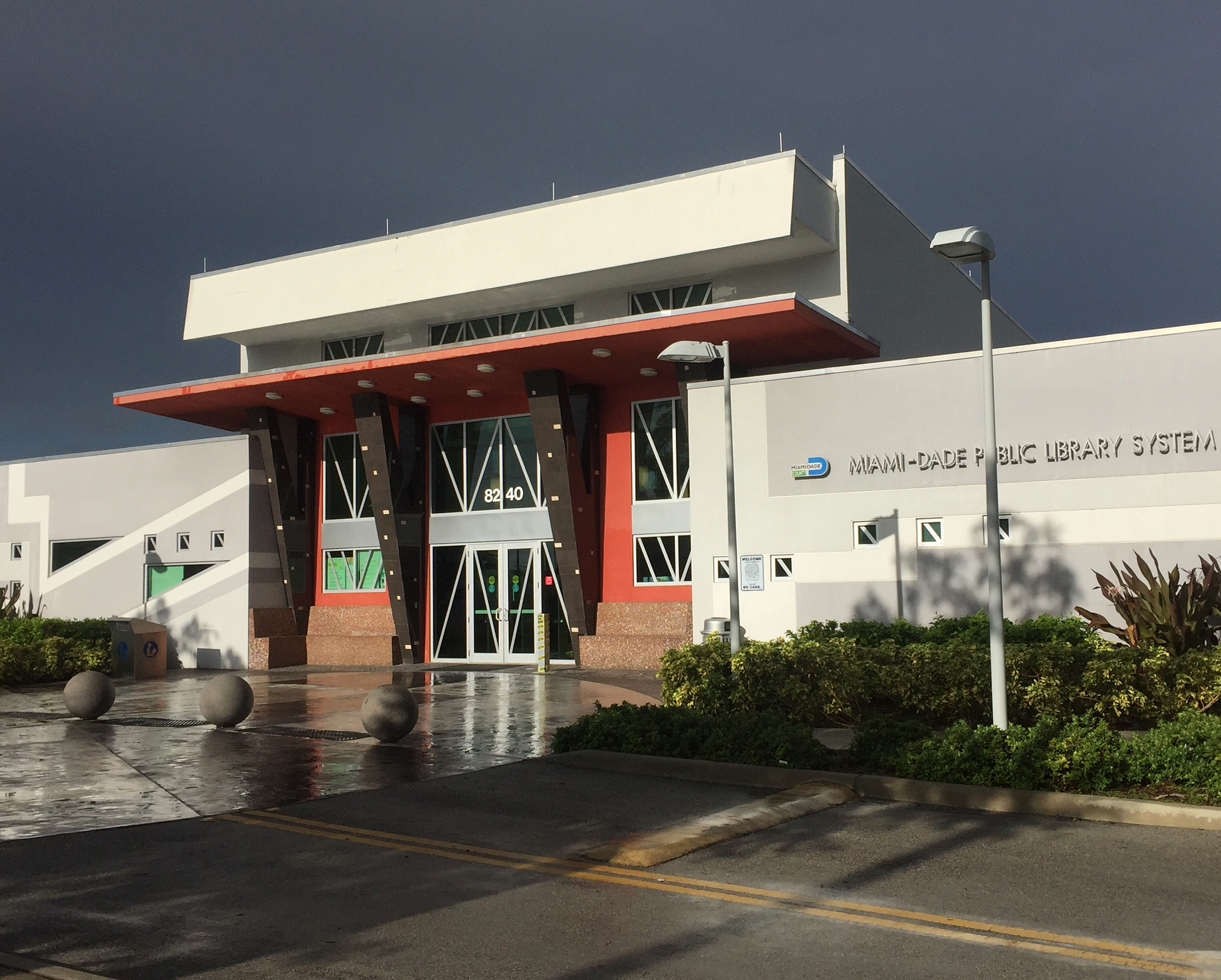
Biblioteca de Arcola Lakes

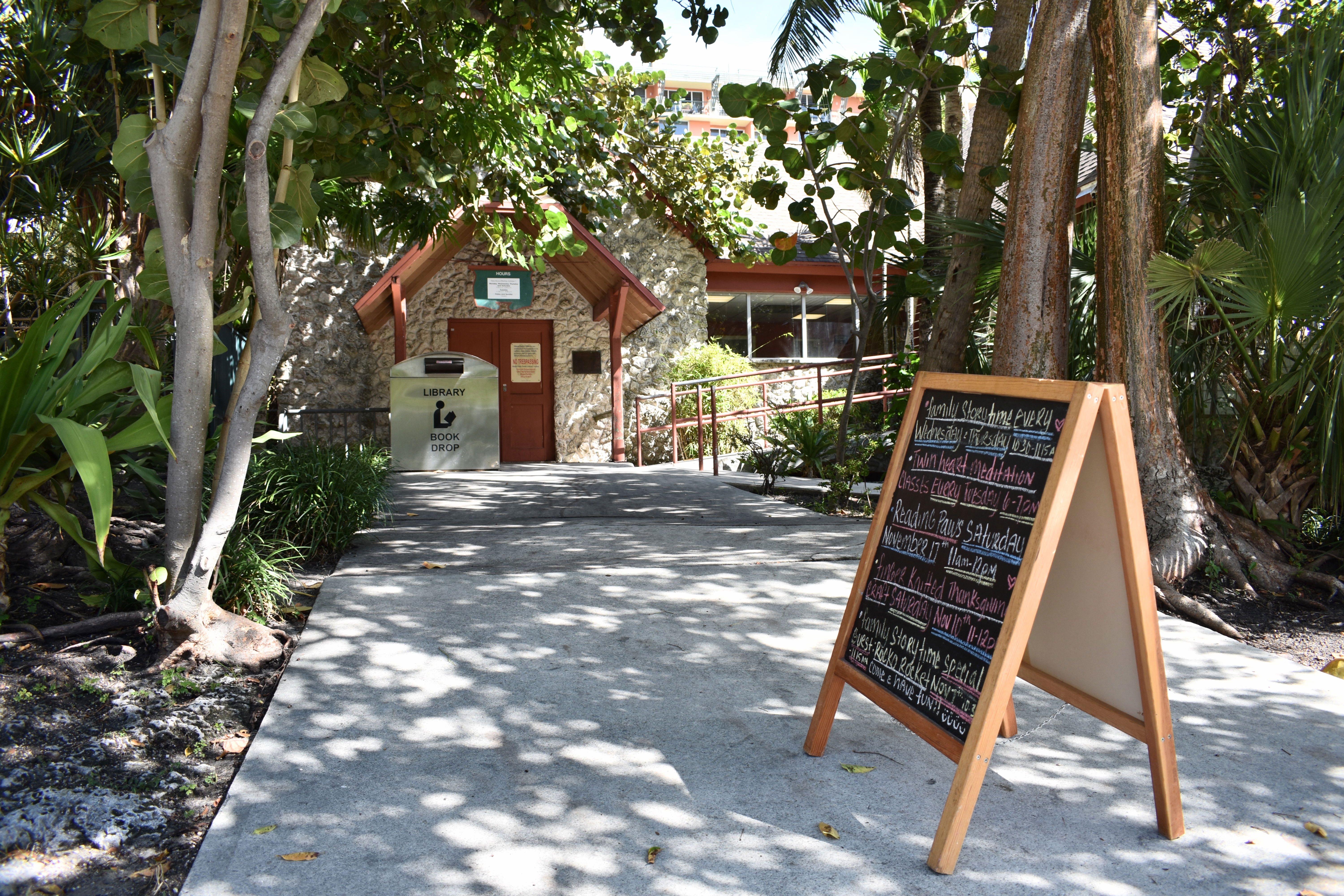
Biblioteca de Coconut Grove

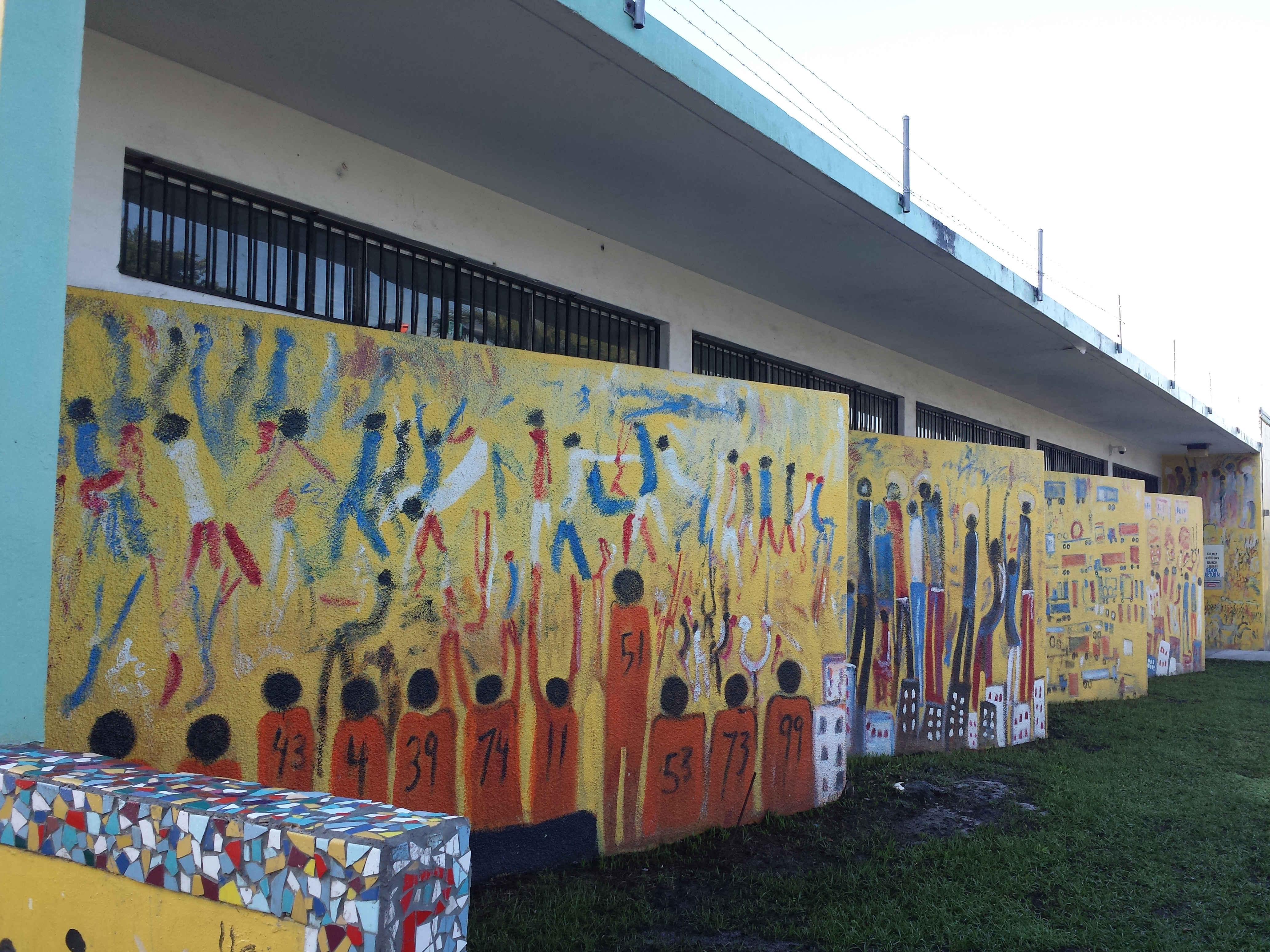
Mural de Purvis Young en la Biblioteca de Culmer/Overtown

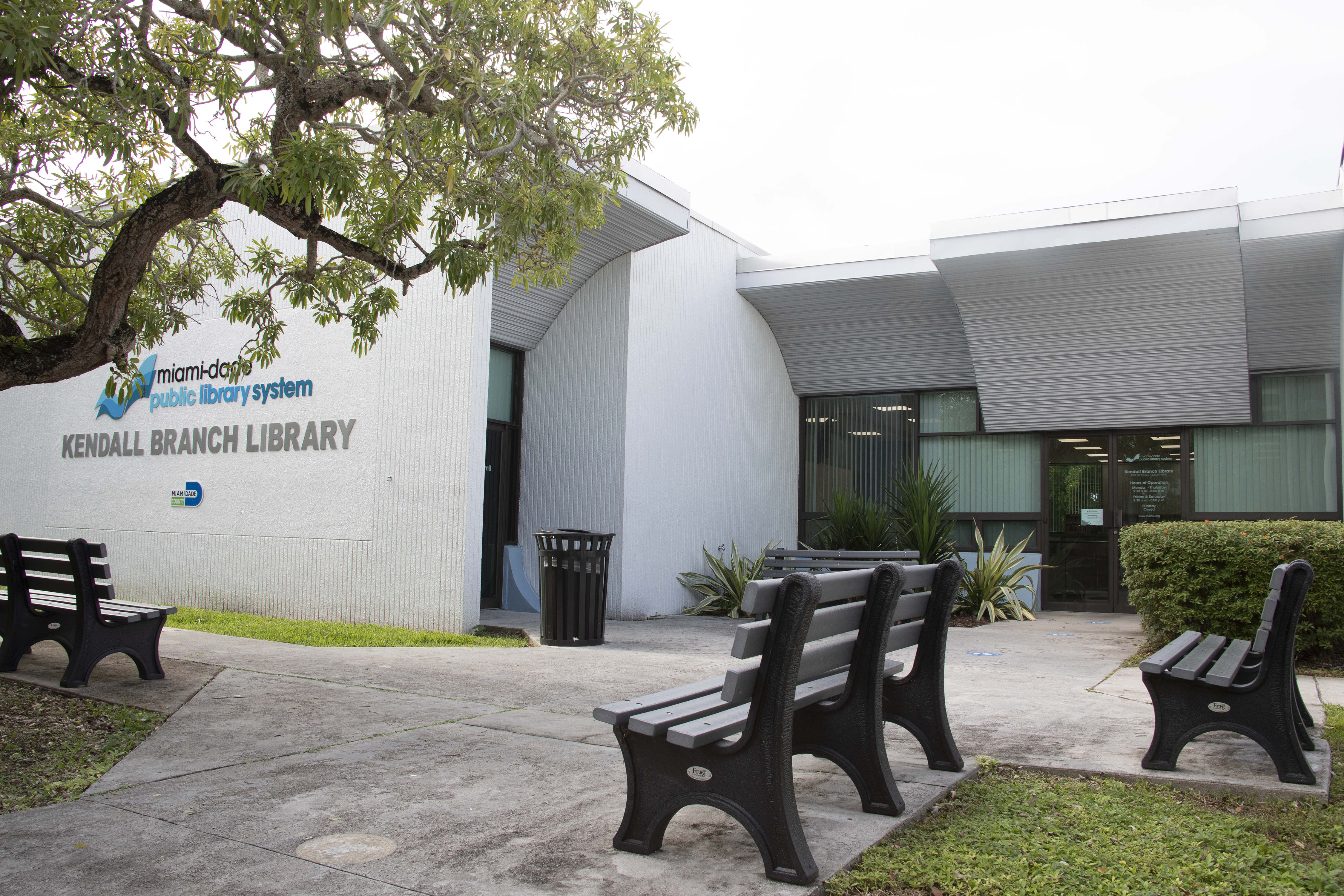
Biblioteca de Kendall

- Biblioteca Principal (Main Library) (en Downtown Miami)
- Allapattah (Miami)
- Arcola Lakes (Área no incorporada)
- Bay Harbor Islands (Bay Harbor Islands)
- California Club (Área no incorporada)
- Civic Center (Miami)
- Coconut Grove (Coconut Grove, Miami)
- Concord (Área no incorporada)
- Coral Gables (Coral Gables)
- Coral Reef (Área no incorporada)
- Country Walk (Área no incorporada)
- Culmer/Overtown (Miami)
- Doral (Doral)
- Edison Center (Miami)
- Fairlawn (West Miami)
- Golden Glades (Área no incorporada)
- Hialeah Gardens (Hialeah Gardens)
- Hispanic (Miami)
- International Mall (Doral)
- Kendale Lakes (Kendale Lakes)
- Kendall (Área no incorporada)
- Key Biscayne (Key Biscayne)
- Lakes of the Meadow (Área no incorporada)
- Lemon City (Miami)
- Little River (Miami)
- Miami Beach Regional (Miami Beach)
- Miami Lakes (Miami Lakes)
- Miami Springs (Miami Springs)
- Model City (Miami)
- Naranja (Área no incorporada)
- North Dade Regional (Miami Gardens)
- North Central (Área no incorporada)
- North Shore (Miami Beach)
- Northeast Dade-Aventura (Aventura)
- Opa-locka (Opa-locka)
- Palm Springs North (Área no incorporada)
- Palmetto Bay (Palmetto Bay)
- Pinecrest (Pinecrest)
- South Dade Regional (Área no incorporada)
- Shenandoah (Miami)
- South Miami (South Miami)
- South Shore (Miami Beach)
- Sunny Isles Beach (Sunny Isles Beach)
- Sunset (Área no incorporada)
- Tamiami (Área no incorporada)
- Virrick Park (Coconut Grove, Miami)
- Westchester Regional (Área no incorporada)
- West Flagler (Coral Gables)
- West Kendall Regional (Área no incorporada)